# Wahlbezirk Österreich unter der Enns 64
Der Wahlbezirk Österreich unter der Enns 64 war ein Wahlkreis für die Wahlen zum Abgeordnetenhaus im österreichischen Kronland Österreich unter der Enns. Der Wahlbezirk wurde 1907 mit der Einführung der Reichsratswahlordnung geschaffen und bestand bis zum Zusammenbruch der Habsburgermonarchie.

## Geschichte
Nachdem der Reichsrat im Herbst 1906 das allgemeine, gleiche, geheime und direkte Männerwahlrecht beschlossen hatte, wurde mit 26. Jänner 1907 die große Wahlrechtsreform durch Sanktionierung von Kaiser Franz Joseph I. gültig. Mit der neuen Reichsratswahlordnung schuf man insgesamt 516 Wahlbezirke, wobei mit Ausnahme Galiziens in jedem Wahlbezirk ein Abgeordneter im Zuge der Reichsratswahl gewählt wurde. Der Abgeordnete musst sich dabei im ersten Wahlgang oder in einer Stichwahl mit absoluter Mehrheit durchsetzen. Der Wahlkreis Österreich unter der Enns umfasste die Gerichtsbezirke Krems, Kirchberg und Stockerau, wobei die zum Wahlbezirk 36 gehörenden Städte Krems, Stein (beide Gerichtsbezirk Krems) und Stockerau vom Wahlbezirk ausgenommen waren.
Aus der Reichsratswahl 1907 ging Karl List (Christlichsoziale Partei) als Sieger im ersten Wahlgang hervor. Er konnte 88 Prozent der Stimmen erreichen, während der Sozialdemokrat Robert Schober nur auf 8 Prozent kam. Bei der Reichsratswahl 1911 konnte List sein Mandat erfolgreich verteidigen. Er setzte sich mit 76 Prozent erneut im ersten Wahlgang durch, den zweiten Platz belegte der bäuerliche Kandidat Leopold Schwarzinger mit 17 Prozent. Schober landete 1911 mit 5 Prozent nur auf dem dritten Platz.

## Wahlen

### Reichsratswahl 1907
Die Reichsratswahl 1907 wurde am 14. Mai 1907 (erster Wahlgang) durchgeführt. Die Stichwahl entfiel auf Grund der absoluten Mehrheit von List im ersten Wahlgang.
| Kandidat                                                                       | Partei                             | Wahlkreis- stimmen | Stimmen- anteil |
| ------------------------------------------------------------------------------ | ---------------------------------- | ------------------ | --------------- |
| Karl List                                                                      | Christlichsoziale Partei           | 8920               | 88,0 %          |
| Robert Schober                                                                 | Sozialdemokratische Arbeiterpartei | 808                | 8,0 %           |
|                                                                                | deutsch-fortschrittlicher Kandidat | 124                | 1,2 %           |
| Sonstige                                                                       |                                    | 285                | 2,8 %           |
| Wahlberechtigte: 10.940, Ungültige/Leere Stimmen: 381, Wahlbeteiligung: 96,1 % |                                    |                    |                 |

### Reichsratswahl 1911
Die Reichsratswahl 1911 wurde am 13. Juni 1911 (erster Wahlgang) durchgeführt. Die Stichwahl entfiel auf Grund der absoluten Mehrheit von Karl List im ersten Wahlgang.
| Kandidat                                                                       | Partei                             | Wahlkreis- stimmen | Stimmen- anteil |
| ------------------------------------------------------------------------------ | ---------------------------------- | ------------------ | --------------- |
| Karl List                                                                      | Christlichsoziale Partei           | 7616               | 76,2 %          |
| Leopold Schwarzinger                                                           | Deutscher Hauer- und Bauernbund    | 1711               | 17,1 %          |
| Robert Schober                                                                 | Sozialdemokratische Arbeiterpartei | 524                | 5,2 %           |
| Sonstige                                                                       |                                    | 138                | 1,4 %           |
| Wahlberechtigte: 10.776, Ungültige/Leere Stimmen: 406, Wahlbeteiligung: 96,5 % |                                    |                    |                 |